# Breda tristis
Breda tristis är en spindelart som beskrevs av Cândido Firmino de Mello-Leitão 1944. 
Breda tristis ingår i släktet Breda och familjen hoppspindlar. Inga underarter finns listade.